# Catherine Gabriel
Catherine Gabriel (født 4. september 1994 i Yaoundé, Cameroun) er en kvindelig fransk håndboldspiller som spiller for franske Nantes Loire Atlantique Handball og Frankrigs kvindehåndboldlandshold.